# جیمی شلدون
جیمی شلدون (انگلیسی: Jamie Sheldon؛ زادهٔ ۱۴ اوت ۱۹۹۱) بازیکن فوتبال است.
وی همچنین در تیم ملی فوتبال زیر ۱۷ سال انگلستان بازی کرده‌است.